# 散襄军
散襄军（1954年6月—），男，祖籍河北蠡县，生于湖北襄阳，中华人民共和国政治人物。在职研究生学历，管理学博士，高级经济师，高级政工师。

## 生平
1970年12月参加工作，任天津自行车厂工具车间工人，团支部书记。1975年6月加入中国共产党。1975年9月在天津大学无线电系电子计算机专业学习。
1978年9月为天津大学系统工程研究所教师。1980年9月为天津大学计算机系教师、团总支部书记。1983年9月任天津大学党委常委、团委书记。1985年11月任共青团天津市委副书记、市青年联合会主席、天津青年联合实业总公司董事长。1992年3月任共青团天津市委书记、市青年联合会主席。
1994年7月任天津港保税区党工委书记、管委会副主任(其间：1991年9月至1995月年1月在南开大学历史研究所中国古代史专业研究生学习)。1995年3月任天津港保税区工委书记、管委会副主任、纪检组组长。1996年7月任天津港保税区工委书记、管委会主任。1998年11月任塘沽区委书记，天津港保税区工委书记、管委会主任。2000年9月任天津市外经贸工委副书记、市外经贸委员会主任，滨海新区工委副书记，开发区保税区工委副书记、天津港保税区管委会主任。
2001年6月任天津市委常委、市总工会主席。2007年6月任天津市委常委、政法委书记。2014年1月任天津市委常委、政法委书记、天津市人大常委会副主任。2014年11月任天津市人大常委会副主任。中共第十六届中央候补委员。

### 引用
1. ↑  . 人民网.   [2014-01-23]. （原始内容存档于2014-02-09）.
2. ↑  . 王中祥.   [2016-10-25]. （原始内容存档于2016-10-26）.
3. ↑  . 人民网.   [2012-05-01]. （原始内容存档于2012-01-19）.